# نمایشنامه‌خوانی

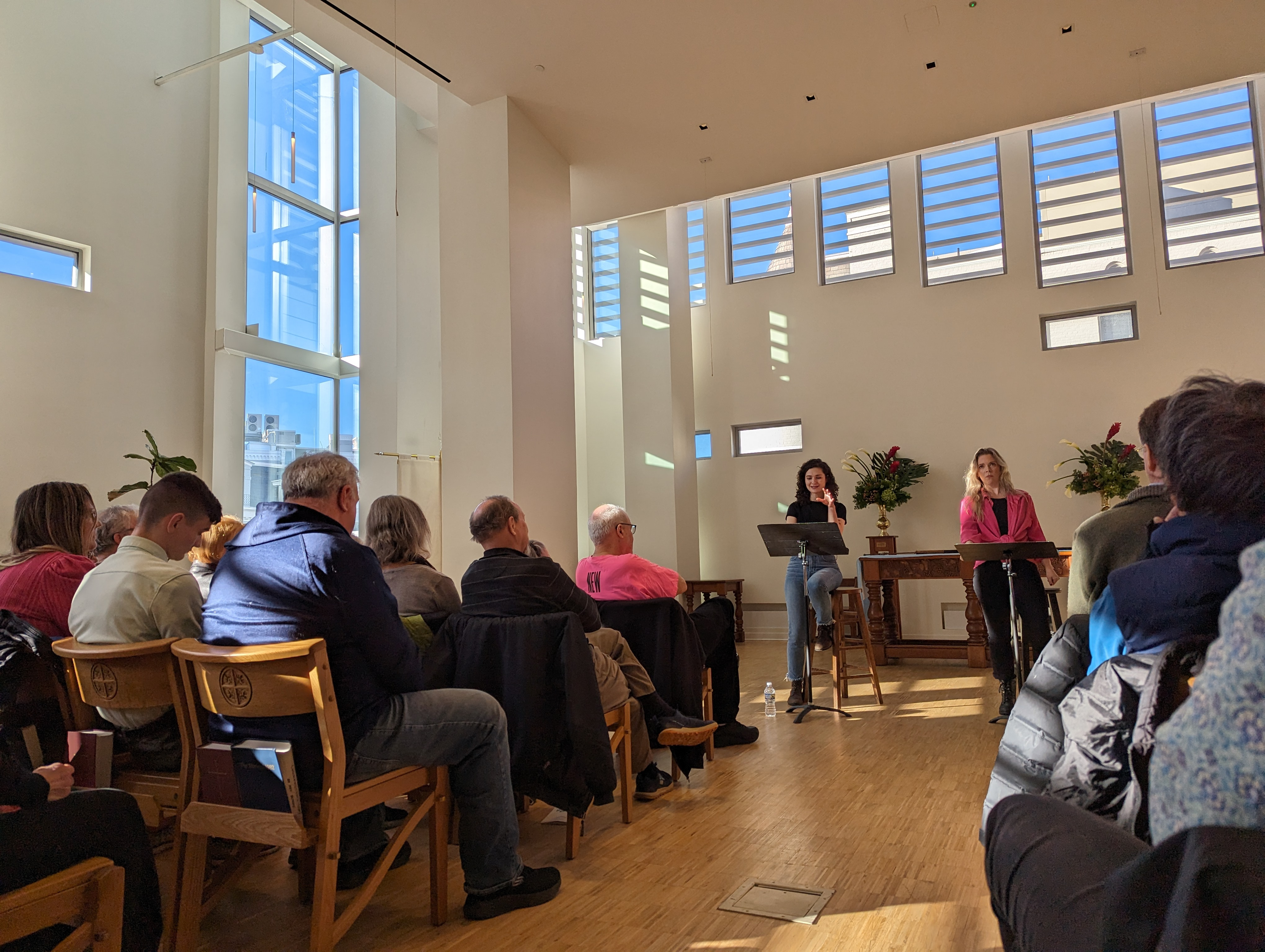
خوانش نمایشنامه اول ماه مه توسط هالی فیوری، ارائه شده توسط سولاس نوآ در کلیسای اسقفی سنت توماس در واشنگتن دی سی

نمایشنامه‌خوانی (Stage reading)، قرائت یک متن دراماتیک است، در حضور مخاطب. اهمیت این کنش در ایجاد ارتباط زنده با تماشاگران است. به این معنا که خوانش در یک ارتباط دیداری و از طریق تبادل دیدگاه دو رکن جدا نشدهٔ تئاتر، موقعیت دراماتیکی شکل می‌گیرد.
نمایشنامه خوانی در اروپا به این علت شکل گرفت که نمایشنامه‌نویسان پس از تولید اثر خود به دنبال پیدا کردن کارگردان و تهیه‌کننده برای اجرای اثر خود بوده‌اند. نویسندگان هر چند وقت شش بار در سالنی که کارگردانان و تهیه‌کنندگان در آن حضور داشتند نمایشنامه‌های جدید خود را برای آنها می‌خواندند تا اگر کارگردان یا تهیه‌کننده ای کار را پسندید اثر را از نویسنده خریداری کند.
در اروپا نمایشنامه خوانی در حضور مخاطب قرائت می‌شد بدین گونه که بر روی استیج بازیگران با بازی‌های تقریباً آماده به اجرای اصلی از روی متن، نمایشنامه را برای مخاطب می‌خواندند یا تا حدودی وارد بخش‌هایی از بلاکینگ‌های اثر (blocking)، (منظور از بلاکینگ حرکت بازیگر بر روی صحنه است) می‌شود و مقصود از این اتفاق ارزیابی بازخورد اولیه مخاطب نسبت به روند شکل‌گیری اثر است؛ اما در ایران بیشتر گروه‌های جوان به نمایشنامه خوانی گرایش دارند چرا که اجرای یک نمایش در ایران بسیار پر هزینه و سخت است؛ و گروه جوان که بضاعت مالی کافی برای اجرای صحنه ای ندارند به این نوع شیوهٔ اجرایی روی می‌آورند. بنابر این شیوهٔ اجرایی نمایشنامه خوانی بیشتر به تک اجرایی کامل تبدیل گشته‌است.